# علی‌آباد (ارومیه)
علی‌آباد، روستایی از توابع بخش مرکزی شهرستان ارومیه در استان آذربایجان غربی ایران است.

## جمعیت
این روستا در دهستان روضه‌چای قرار داشته و بر اساس سرشماری سال ۱۳۸۵ جمعیت آن برابر با ۲۰۸۶ نفر (۵۱۷ خانوار) بوده‌است.